# Alberto Di Stasio
Alberto Di Stasio (Napoli, 26 maggio 1950) è un attore e regista teatrale italiano.

## Biografia
Originario di una famiglia di cantanti lirici, ha frequentato l'Accademia d'arte drammatica. 
Nella sua carriera è stato diretto da molti dei maggiori registi: Scaparro, Nanni, Perlini, Mazzoni, Mazzali, Scaglione, Salveti, Pizzi, Berdini, Lavia, Pressburger, diventando lui stesso regista e allestendo spettacoli di forte impatto visivo: Salomè, Orestiade, Teatro No, i Sette contro Tebe, L'uomo dl fiore in bocca, Cavalleria rusticana, Elettrike, Fedra.
È stato protagonista al cinema e a teatro accanto ad attrici quali Serena Grandi, Elena Sofia Ricci, Ida di Benedetto, Piera degli Esposti ma soprattutto Mariangela Melato nella Medea di Euripide, nella quale ha interpretato Giasone per la regia di Giancarlo Sepe.
Per il cinema ha lavorato - tra gli altri - con registi come Tom Tykwer, Giorgio Capitani, Marco Bellocchio, Carlo Lizzani, Piero Schivazappa e Pupi Avati.
La serie televisiva Boris, nella quale interpretava la parte di Sergio Vannucci, gli ha dato una notevole popolarità. È stato direttore del teatro Trianon, ha collaborato per anni con Roma Tre, per diverse conferenze, ha insegnato recitazione al Campus di Cinecittà.

## Filmografia

### Cinema
- Mamma Ebe, regia di Carlo Lizzani (1985)
- La signora della notte, regia di Piero Schivazappa (1986)
- Il mostro di Firenze, regia di Cesare Ferrario (1986)
- Diavolo in corpo, regia di Marco Bellocchio (1986)
- Ultimo confine, regia di Ettore Pasculli (1994)
- Festival, regia di Pupi Avati (1996)
- Elvjs e Merilijn, regia di Armando Manni (1998)
- Femmina, regia di Giuseppe Ferlito (1998)
- Heaven, regia di Tom Tykwer (2002)
- L'inverno, regia di Nina Di Majo (2002)
- Per sempre, regia di Alessandro Di Robilant (2003)
- Vaniglia e cioccolato, regia di Ciro Ippolito (2004)
- Taxi Lovers, regia di Luigi Di Fiore (2005)
- Boris - Il film, regia di Giacomo Ciarrapico, Mattia Torre e Luca Vendruscolo (2011)
- L'uomo gallo, regia di Dario D'Ambrosi (2011)
- Pecore in erba, regia di Alberto Caviglia (2015)
- Il tuttofare, regia di Valerio Attanasio (2018)
- La partita, regia di Francesco Carnesecchi (2018)
- Vivere, regia di Francesca Archibugi (2019)
- La petite mort, regia di Emanuele Daga – cortometraggio (2023)

### Televisione
- Metamorfosi veneziane, regia di Giancarlo Nanni – film TV (1984)
- La piovra 2, regia di Florestano Vancini – miniserie TV (1986)
- Quel treno per Vienna, regia di Duccio Tessari – film TV (1988)
- Classe di ferro, regia Bruno Corbucci – serie TV, 4 episodi (1989)
- Il colore della vittoria, regia di Vittorio De Sisti – film TV (1990)
- La ragnatela, regia di Alessandro Cane – miniserie TV (1991)
- La ragnatela 2, regia di Alessandro Cane – miniserie TV (1993)
- L'avvocato Porta, regia di Franco Giraldi – serie TV (1997)
- S.P.Q.R., regia di Claudio Risi – serie TV, episodio 1x07 (1998)
- Mio figlio ha 70 anni, regia di Giorgio Capitani – miniserie TV (1999)
- Incantesimo (2000-2003)
- Mozart è un assassino, regia di Sergio Martino – film TV (2002)
- Cuore di donna, regia di Franco Bernini – film TV (2002)
- Le cinque giornate di Milano, regia di Carlo Lizzani – miniserie TV (2004)
- Papa Luciani - Il sorriso di Dio, regia di Giorgio Capitani – miniserie TV (2006)
- R.I.S. 2 - Delitti imperfetti, regia di Alexis Sweet – serie TV, episodio 2x14 (2006)
- Boris – serie TV, 50 episodi (2007-2022)
- Rex – serie TV, episodio 4x03 (2011)